# 空多胞形
在抽象幾何學中，空多胞形，又稱虛無多胞形或零胞體（英語：Nullitope）是指不存在任何元素的多胞形，對應到集合論中即為空集。在抽象理論中，所有多胞形都含有空多胞形，對應到集合論中即為空集是任意集合的子集，因此有時會稱空多胞形為所有多胞形的基底或本質。空多胞形的維度是負一維
，是所有多胞形中維度數最低的元素。在空多胞形中，最高維度的元素和最低維度的元素是同一個元素。此外，所有空多胞形皆屬於正圖形。
此外，零胞體與零胞形是與空多胞形不完全相同的概念。空多胞形是指完全沒有任何元素的幾何結構，而零胞體或零胞形僅指沒有任何胞的多胞體或多胞形，並無強調不存在所有元素。比如零面體、零角形都屬於這類。而空多胞形（或空胞體）則是嚴格定義為沒有任何元素（即沒有胞、沒有面、沒有邊也沒有頂點）的幾何結構。

## 負一維空間
在抽象幾何學中，負一維空間表示比零維空間還低一個維度的負維空間，其代表了空多胞形本身的維度，由於空多胞形是一個空集合，因此負一維空間也等於一個空空間（英語：null space、或稱虛無空間、零空間）。也可以定義更低的維度作為空多胞形的基底，或空多胞形的維面，即超空多胞形，存於負二維空間，不過由於空多胞形已經是空集合了，因此一般不會給「空多胞形的維面」加以定義，或可以理解為超空多胞形並不存在，即空多胞形的維面不存在，或負二維空間不存在，否則如此定義可以一直不停遞迴下去，例如討論「超空多胞形的維面」的定義，這不具有任何意義，且這概念僅有出現在文學作品中，尚未有普遍接受的學術定義。
負一維空間僅是在抽象理論表示一個比零維多胞形更低維度的一個元詞。此外存於負一維空間的多胞形只有空多胞形。

## 正零胞形
依據正圖形的定義，一個多胞形必須要具備嚴格的特徵可遞特性，對於該幾何體內所有同維度的元素（如：點、線、面）都完全具有相同的性質，並且每一個元素皆為一個正圖形，而零維多胞形的元素僅有{F−1, F0}、負一維多胞形的元素僅有{F−1}。由於在抽象理論中，所有多胞形都含有空多胞形因此正零胞形也必須是正圖形才能滿足所有元素都是正圖形的定義。
另外，正零邊形也可以視為零維或以下的正圖形，或看做是空多胞形。

## 外部連結
- 負一維空間在各維度資料維基的介紹
- 負二維空間在各維度資料維基的介紹